# Christine Daaé
Christine Daaé est un personnage fictif du roman Le Fantôme de l'Opéra de Gaston Leroux.
Il y a eu un nombre important de films et de comédies musicales adaptés de l’œuvre de Gaston Leroux. Parmi les actrices et chanteuses qui ont interprété le rôle de Christine, il y a la chanteuse Sarah Brightman en 1986 et l'actrice américaine Susanna Foster. Dans le film de 1998 réalisé par Dario Argento, elle est interprétée par Asia Argento. Emmy Rossum l'incarne dans celui de 2004 de Joel Schumacher.

## Personnage
Dans le film, quand Christine avait 6 ans, sa mère est morte et Christine a donc été élevée par son père, Gustave Daaé, un célèbre violoniste suédois. Christine a été très proche de son père, qui lui a dit avant sa mort qu'elle serait protégée par l'Ange de la musique. Puis, elle est devenue orpheline à 7 ans. Par la suite, elle a été recueillie par Madame Giry (mère de Meg Giry, la meilleure amie de Christine) et fait partie du corps de ballet. Elle deviendra célèbre dans l'Opéra, en interprétant le rôle de la diva en titre, trouvera le grand amour avec son ami d'enfance, le Vicomte Raoul de Chagny, sans oublier, que le Fantôme de l'Opéra tombera fou amoureux d'elle, faisant d'elle sa Muse. Mais, elle choisira le Vicomte de Chagny, se mariera avec lui et mourra en 1917. 
Christine est une âme solitaire qui aspire à l'amour et la protection que lui procurait autrefois son père. Elle cherche si désespérément un signe de l'amour de son père, que quand elle entend pour la première fois la voix du Fantôme, elle veut croire qu'il est l'Ange de la musique qu'il avait promis de lui envoyer. Elle découvre qu'elle et le Fantôme sont deux âmes sœurs, qu'il est aussi solitaire et blessé qu'elle.
Une profonde affection se développe entre eux, et une véritable admiration parce qu'ils s'inspirent l'un l'autre sur le plan artistique. Mais lorsque Christine mûrit, elle commence à prendre confiance en elle et le Fantôme lui apparaît sous un jour différent. L'affection du Fantôme en devient de l'obsession. La jeune fille, elle, éprouve de l'amour pour le Vicomte de Chagny.